# Wymbritseradiel
Wymbritseradiel là một đô thị ở tỉnh Friesland, Hà Lan. Đây là tên chính thức trong tiếng Tây Frisa. Tên trong tiếng Hà Lan là Wymbritseradeel (phát âmⓘ).

## Các trung tâm dân cư
Abbega, Blauwhuis, Folsgare, Gaastmeer, Gauw, Goënga, Greonterp, Heeg, Hommerts, Idzega, IJlst, Indijk, Jutrijp, Koufurdurrige, Nijland, Oosthem, Oppenhuizen, Oudega, Sandfirden, Scharnegoutum, Smallebrugge, Tirns, Tjalhuizum, Uitwellingerga, Westhem, Wolsum, Woudsend, Ypecolsga.